# 方敏 (1968年)
方敏（1968年9月—），河南信阳人，满族，无党派人士。中华人民共和国政治人物、第十三届全国人民代表大会宁夏回族自治区代表。

## 生平
2018年，方敏被选为宁夏回族自治区出席第十三届全国人民代表大会代表。